# 322P/SOHO
322P/SOHO는 소호 태양 관측 위성이 발견한 최초의 선그레이징 단주기 혜성으로, 주기 혜성임이 확인되지 않았을 당시에 임시 이름 2개(C/1999 R1, C/2003 R5)를 부여받았었다.

## 발견
322P/SOHO는 1999년 소호 태양 관측 위성이 최초로 발견하였으며, 당시에는 공식 명칭 "C/1999 R1"을 부여받았었다.
2006년, 독일의 천문학자 제바스티안 F. 회니히가 혜성 C/1999 R1과 C/2003 R5이 같은 혜성이라는 것을 계산해내었고, 2007년 소호 태양 관측 위성과 중국 천문학자 저우보가 예측한 대로 혜성이 돌아왔음을 확인하여 2007년 9월 10일 공식적으로 이 혜성은 주기 혜성임이 발표되었다. 혜성은 태양에서 약 800만 킬로미터 (0.05 AU) 떨어진 곳을 지나갔고, 밝기가 수백만 배 증가했다.
2011년에도 혜성이 돌아오리라 예측되었었고, 실제로 2011년 9월 4일 저우보가 이 혜성을 다시 관측하였다.
대부분의 선그레이징 혜성은 주기가 수천 년 이상인 장주기 혜성인 데 반해, 이 혜성은 소호 위성이 그때까지 발견했던 1,350개 가량의 선그레이징 혜성 중 최초로 주기가 짧은 단주기 혜성이었다.

## 물리적 성질
스피처 우주 망원경, 초거대 망원경, 로웰 천문대 등에서 촬영된 혜성의 사진을 분석한 결과, 이 혜성에서는 코마나 꼬리 등 일반적인 혜성 활동이 일어난 흔적이 전혀 없었고, 하다못해 혜성에서 방출된 먼지도 발견되지 않았다.
혜성의 광도곡선을 분석하자, 혜성의 자전 주기는 2.8 ± 0.3 시간이었고, 이는 혜성 중에서는 매우 빠른 수치이다. 표면의 색 변화도 관찰하였지만 자전함에 따라 색이 바뀌지는 않았다. 혜성의 표면 반사율은 0.09에서 0.42 사이였다. 자전의 변동 정도와 자전 주기를 합해 밀도를 추정하자 1 g/cm3 미만이었고, 이 값은 혜성의 평균 밀도(0.6 g/cm3)보다 훨씬 높았다.
위의 값을 측정한 연구 팀은 혜성의 자전 속도가 다른 혜성들과 다르게 매우 빠르고, 밀도가 높으며, 혜성에서 흔히 보이는 활동이 하나도 일어나지 않고 있다는 점에서 이 혜성이 다른 혜성들과 비슷하지 않고, 오히려 소행성에 가까울 것이라는 추정을 내놓았다. 만약 이 혜성이 다른 혜성들과 비슷했었다고 해도, 현재는 거의 모든 얼음이나 휘발성 물질이 사라진 상태일 것이다.
하지만 이 혜성이 근일점 때 태양에 아주 가까이 접근하기 때문에 표면 온도가 1000 K이 넘어가리라고 예상되는 만큼, 근일점을 통과할 때마다 표면이 계속 변화할 가능성도 있다.

## 같이 보기
- 소호 태양 관측 위성
- 321P/SOHO
- 선그레이징 혜성